# Stazione di Uppsala
La stazione di Uppsala (in svedese Uppsala centralstation) è la stazione principale della città di Uppsala in Svezia.
L'edificio venne inaugurato nel 1866, in occasione dell'apertura del servizio ferroviario tra Uppsala e Stoccolma.
La stazione si collega molto bene a Stoccolma, ma è altresì utile per raggiungere Gävle e Sundsvall. Inoltre c'è un servizio navetta che porta direttamente all'aeroporto di Stoccolma-Arlanda.

## Storia
La stazione centrale fu inaugurata da re Carlo XV di Svezia il 19 settembre 1866 e il giorno dopo fu inaugurata la ferrovia tra Uppsala e Stoccolma. Le due città erano collegate all'epoca da tre treni al giorno in entrambe le direzioni e il viaggio durava circa due ore e mezza.
Nel 1870 furono aggiunte le linee Uppsala-Heby, Uppsala-Gävle e la ferrovia a scartamento ridotto Uppsala-Länna. Qualche anno dopo fu creato anche il parco ferroviario, che in seguito servì come base durante la prima guerra mondiale.
Nel 1906 fu inaugurata la rete tranviaria di Uppsala, con una linea che partiva dalla stazione e arrivava fino a Sysslomansgatan. I tram funzionarono fino a metà dell'estate 1945, quando un incendio nel deposito dei tram causò gravi danni ai veicoli, tanto che il percorso tra la stazione ed il centro fu sostituito da autobus.
Già nel 1908, l'intera linea ferroviaria per Stoccolma era a doppio binario, ma si dovette aspettare fino al 1934 per l'elettrificazione.
La zona della stazione è stata riprogettata negli anni 2005-2011, con la costruzione di un nuovo centro passeggeri.

## La vecchia stazione
L'edificio della stazione originale è del 1866, progettato dall'architetto-capo delle  ferrovie statali svedesi Adolf Wilhelm Edelsvärd ed è stato utilizzato fino al 2010, quando venne inaugurata la nuova stazione. Il vecchio edificio della stazione è un edificio di interesse storico dal 1986.
Di fronte all'edificio si trova la scultura "Näckens polska" di Bror Hjorth.

## La nuova stazione

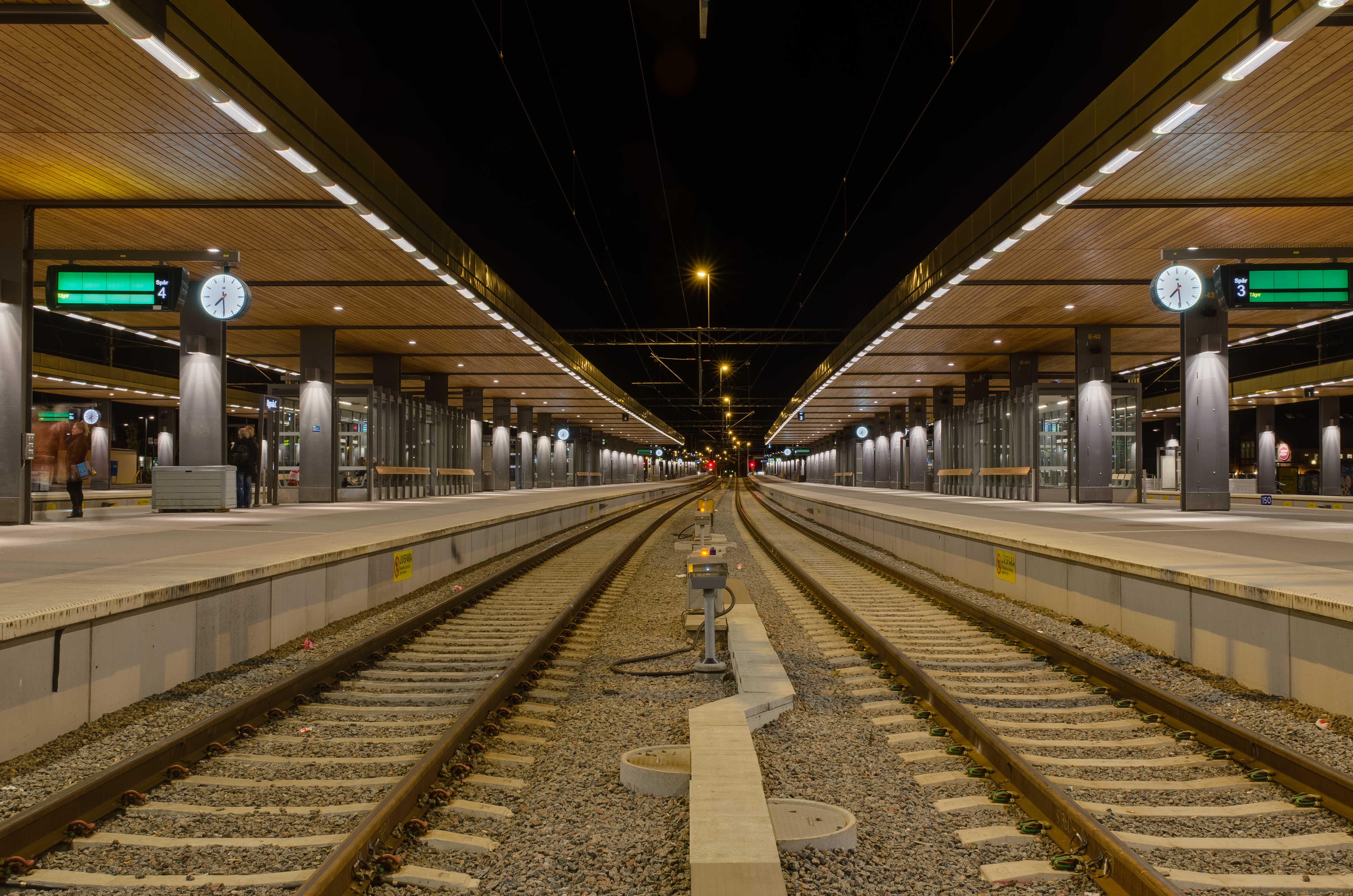
La nuova stazione di Uppsala (ottobre 2012)

Tra gli anni 2005 e 2011 la zona della stazione è stato oggetto di una vasta ristrutturazione, con la creazione di un "centro viaggiatori". Il progetto è stato gestito congiuntamente da Amministrazione dei Trasporti Svedese, Jernhusen e dal comune di Uppsala.
Sono stati realizzati 10 binari. I binari 1 e 2 sono usati per il traffico in direzione nordmentre i binari 7 e 8 per quello in direzione sud. I binari intermedi sono utilizzati per i treni locali che hanno inizio e fine a Uppsala. Solitamente il binario 3 è riservato al treno SL, il binario 4 per i treni pendolari di Uppsala e i binari 5 e 6 per i treni per Upptåget. Infine,i binari 9 e 10 sono a scartamento ridotto e appartengono alla ferrovia Uppsala-Lenna.

## Movimento passeggeri e ferroviario
Il movimento passeggeri è buono in tutte le ore del giorno.

## Servizi
La stazione dispone di:
- Biglietteria
- Servizi igienici
- Sottopassaggio